# بيت ناصر (ذي السفال)

تعديل مصدري - تعديل

بيت ناصر محلة تابعة لقرية الرحوب، التابعة لعزلة العنسيين بمديرية ذي السفال إحدى مديريات محافظة إب في الجمهورية اليمنية، بلغ تعداد سكانها 64 حسب تعداد اليمن لعام 2004.